# Mažoretkinje Grada Pule
Pulske mažoretkinje osnovane su 1992. godine i jedan su od najstarijih sastava mažoretkinja u Hrvatskoj. Od siječnja 2008. djeluju kao samostalna udruga.Simbolički su čuvarice ključeva grada Pule, te su u svojim zeleno-žutim uniformama prepoznatljiv znak Pule gdje god se pojave. Svojom mladošću i dobrim koreografijama plijene pažnju sugrađana i turista. Pulske mažoretkinje broje 169 članica i djeluju u devet sastava koji treniraju na prvom katu MMC-a Karlo Rojc. Godišnje održe preko 2400 sati treninga i oko 50 nastupa.
Od 2002. godine aktivne su članice Hrvatskog mažoret saveza, te od tada sudjeluju na smotrama, regionalnim i državnim prvenstvima u mažoret plesu.
Posebnu važnost pridaju prijateljskim vezama s ostalim mažoret timovima pa ih se često može vidjeti na gostovanjima izvan Pule. U tim prilikama djevojke u zeleno-žutim odorama uvijek nastoje na što bolji način predstaviti sebe i svoj grad. 
Na 11. Državnom prvenstvu u Pakoštanama Hrvatski mažoret savez dodijelio je pulskim mažoretkinjama priznanje "Stanko Mazor" za najveći doprinos razvoju mažoret plesa u Hrvatskoj.